# Welwyn Hatfield
Welwyn Hatfield är ett distrikt (motsvarande kommun) i grevskapet Hertfordshire i England, Storbritannien. Distriktet har 120 213 invånare (2022). 
Större orter är Hatfield och Welwyn Garden City. Distriktet är indelat i åtta civil parishes, förutom Welwyn Garden City som inte ingår i någon civil parish.